# Joaquín Enseñat
Joaquín Enseñat Torrents (Barcellona, 22 gennaio 1938) è un ex cestista spagnolo.

## Carriera
Con la Spagna ha disputato i Giochi olimpici di Roma 1960.

## Palmarès
- Copa del Rey: 2

Joventut de Badalona: 1958
Picadero J.C.: 1964